# 坎德亞斯杜雅馬里
08°48′35″S 63°41′44″W / 8.80972°S 63.69556°W
坎德亞斯杜雅馬里（法語：Candeias do Jamari），是巴西的城鎮，位於該國西北部，由朗多尼亞州負責管轄，始建於1992年2月13日，面積6,844平方公里，海拔高度22米，2010年人口19,779，人口密度每平方公里2.89人。